# Linienbarbe
Die Linienbarbe (Desmopuntius johorensis, Syn.: Puntius johorensis, Puntius eugrammus und Barbus fasciatus, Bleeker, 1853) oder Streifenbarbe ist ein Süßwasserfisch aus der Familie der Karpfenfische (Cyprinidae). Ihr Verbreitungsgebiet reicht von der Malaiischen Halbinsel über Singapur bis nach Sumatra und Borneo. Sie wurde nach der malayischen Region Johor benannt.

## Merkmale
Die Linienbarbe wird 12 Zentimeter lang. Ihr Körper ist deutlich gestreckter als der der meisten anderen Desmopuntius-Arten. Sie sieht der kleiner bleibenden und im selben Gebiet vorkommenden Bartellosen Linienbarbe (Striuntius lineatus) sehr ähnlich, verfügt im Unterschied zu dieser aber über zwei Paar relativ langer Barteln. Ihre Grundfarbe ist hellbraun, darauf zeigen sich an den Körperseiten fünf bis sechs Längsbinden, von denen das dritte von oben am kräftigsten ist. Jungfische mit einer Länge von unter 3 cm besitzen dagegen vier Querbinden. Männchen bleiben schlanker als die Weibchen.

## Lebensweise
Die Linienbarbe kommt in kleinen Waldflüssen und Bächen vor und hält sich normalerweise in der Nähe des Gewässerbodens auf. Sie ernährt sich von Zooplankton, Insektenlarven, Würmern, Krebstieren und pflanzlichem Material.